# دزدمونة
دزدمونة (4 أبريل 1988) ممثلة عراقية.

## حياتها
والدها الكاتب عبد الجبار حسن ووالدتها الفنانة إنعام الربيعي لديها شقيقان عطيل، قيصردخلت المعهد العالي للفنون لكنها فصلت عام 2007 

## مشوارها المهني
دخلت الفن في سن الثامنة من عمرها بمعارضة والدها وتشجيع والدتها، شاركت بالعديد من المسلسلات لكن انطلاقتها الفعلية والتي عرفتها بالجمهور كانت من خلال شخصية «لبنى» في مسلسل «حب وحرب» وبعد ذلك شخصية «نديمة» في مسلسل «سيدة الرجال» 
ابتعدت عن الدراما لزواجها ثم إنجابها طفلة وتفرغها لحياتها الأسرية لتعود في العام 2014

## أعمالها

### في التلفزيون
| سنة الإنتاج | اسم المسلسل             | الشخصية |
| ----------- | ----------------------- | ------- |
| 2024        | أقوى من الحب            | منال    |
| 2023        | اقتحام                  |         |
| 2021        | ناحية وضاح              |         |
| 2019        | الفندق                  | دنيا    |
| 2017        | السركال                 |         |
| 2015        | دولاب الدنيا            |         |
| 2014        | أنا المجنون             |         |
| 2014        | طريق نعيمة              |         |
| 2014        | فدعة                    |         |
| 2012        | أنا والمجنون            |         |
| 2006        | حب وحرب ج2              | لبنى    |
| 2006        | زمن حيران               |         |
| 2006        | سيدة الرجال             | نديمة   |
| 2005        | مناوي باشا ج3           |         |
| 2005        | هذا هو الحب             |         |
| 2004        | رهين المحبسين           |         |
| 2004        | الحواسم                 |         |
| 2002        | مناوي باشا ج2           |         |
| 2001        | الإنصاف في مسائل الخلاف |         |
| 1998        | بركان الغضب             |         |
| 1997        | رمال تحت الأقدام        |         |

### في المسرح
| سنة الإنتاج | المسرحية | الشخصية |
| ----------- | -------- | ------- |
| 2004        | يمة      | [ 6 ]   |